# Orthocentrus testaceipes
Orthocentrus testaceipes är en stekelart som beskrevs av Carl Gustav Alexander Brischke 1878. Orthocentrus testaceipes ingår i släktet Orthocentrus och familjen brokparasitsteklar. Inga underarter finns listade i Catalogue of Life.